# Братилову (Мехединци)

Братилову (рум. Bratilovu) насеље је у Румунији у жупанији Мехединци у граду Баја де Арама. Место се налази на надморској висини од 309 m.

## Становништво
Према подацима из 2002. године у насељу је живело 159 становника, од којих су сви румунске националности.